# Fridrich Günther Schwarzbursko-Rudolstadtský
Fridrich Günther (6. listopadu 1793, Rudolstadt – 28. června 1867, tamtéž) byl kníže ze Schwarzburgu-Rudolstadtu.

## Život
Narodil se 6. listopadu 1793 jako syn knížete Ludvíka Fridricha II. Schwarzbursko-Rudolstadtského a Karoliny Hesensko-Homburské.
Knížectví zdědil ve třinácti letech, proto se regentkou stala jeho matka. Vládu převzal ve 21 letech.
Za jeho vlády vznikl zemský sněm Schwarzburg-Rudolstadt. Během prusko-rakouské války zachoval knížectví neutrálním územím.
Oženil se celkem třikrát. Jeho první manželkou se stala princezna Augusta Anhaltsko-Desavská (1793–1854), dcera knížete Fridricha Anhaltsko-Desavského. Měli spolu tři děti:
- princ Fridrich Günther (1818–1821)
- princ Günther (1821–1845)
- princ Gustav (1828–1837)

Podruhé se oženil s hraběnkou Helenou z Reiny (1835–1860). Svatba se konala 7. srpna 1855 v Drážďanech. Byla dcerou knížete Jiřího Bernarda Anhaltsko-Desavského. Pocházela z morganatického manželství, ale 1. dubna 1855 ji adoptoval její strýc princ Vilém, tím získala titul princezny. Podle pravidel rodu Schwarzburgů byl jejich sňatek považován za morganatický, a proto jejich děti získaly titul princ a princezna z Leutenbergu.
- princezna Helena (1860–1937)
- princ Sizzo (1860–1926)

Jeho třetí manželkou byla Marie Schultze (1840–1909), se kterou se oženil 24. září 1861 ve Schwarzburgu. I tento sňatek byl morganatický a v roce 1864 vytvořil pro svou manželku titul hraběnka z Brockenburgu. Manželství bylo bezdětné.
Měl také vztah s Friederikou Thorwart (1820–1884) a měli spolu tři dcery, které byly přijaty jako legitimní dcery jejího manžela Friedricha Macheleidta.
- Marie (* 1843)
- Emma (* 1846)
- Helena (* 1848)

Zemřel 28. června 1867. Po jeho smrti na zámku Heidecksburg se knížetem stal jeho bratrem princ Albert, protože všichni jeho synové s jeho první manželkou zemřeli před ním a jeho syn s jeho druhou manželkou, princ Sizzo Leutenberský, se narodil z morganatického manželství.